# Stjepan III., papa
Stjepan III., papa od 1. kolovoza ili 7. kolovoza 767. do 24. siječnja 772. godine.